# Ґелчин (Монецький повіт)
Ґелчин (пол. Giełczyn) — село в Польщі, у гміні Тшцянне Монецького повіту Підляського воєводства.
Населення — 185 осіб (2011).
У 1975-1998 роках село належало до Білостоцького воєводства.

## Демографія
Демографічна структура станом на 31 березня 2011 року:
|          | Загалом | Допрацездатний вік | Працездатний вік | Постпрацездатний вік |
| -------- | ------- | ------------------ | ---------------- | -------------------- |
| Чоловіки | 98      | 13                 | 64               | 21                   |
| Жінки    | 87      | 12                 | 43               | 32                   |
| Разом    | 185     | 25                 | 107              | 53                   |